# 懷爾德伍德 (伊利諾伊州)
懷爾德伍德（英語：Wildwood）是位於美國伊利諾伊州萊克縣的一個非建制地區。該地的面積和人口皆未知。

## 地理
懷爾德伍德的座標為42°20′34″N 88°59′53″W / 42.34278°N 88.99806°W，而該地的平均海拔高度為247米（即810英尺）。